# 프랭크 헨리 쿠니
프랭크 헨리 쿠니(Frank Henry Cooney, 1872년 12월 31일 ~ 1935년 12월 15일)는 미국의 정치인이다.

## 경력
- 1933.01 ~ 1933.03 제11대 몬태나 부지사
- 1933.03 ~ 1933.03 제9대 몬태나 주지사

## 역대 선거 결과
| 선거명      | 직책명        | 대수 | 정당   | 득표율 | 득표수 | 결과 | 당락               |
| ----------- | ------------- | ---- | ------ | ------ | ------ | ---- | ------------------ |
| 1932년 선거 | 몬태나 부지사 | 11대 | 민주당 | 0%     | 표     | 1위  | 몬태나 부지사 당선 |

## 참고 자료
- 위키미디어 공용에 프랭크 헨리 쿠니 관련 미디어 분류가 있습니다.